# Olesno
Olesno là một thị trấn thuộc huyện Oleski, tỉnh Opolskie ở nam Ba Lan. Thị trấn có diện tích 15 km². Đến ngày 1 tháng 1 năm 2011, dân số của thị trấn là 9964 người và mật độ 661 người/km².